# Dorfkirche Drewitz (Potsdam)

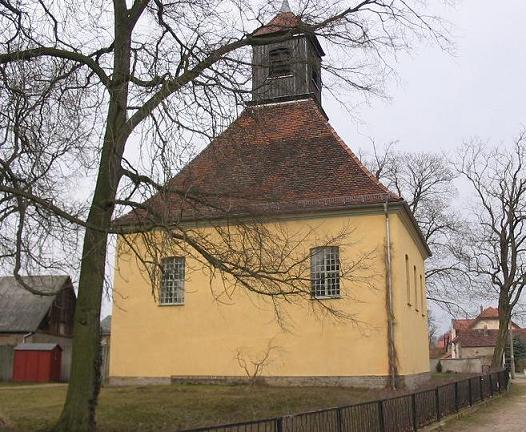
Dorfkirche Drewitz (Potsdam)

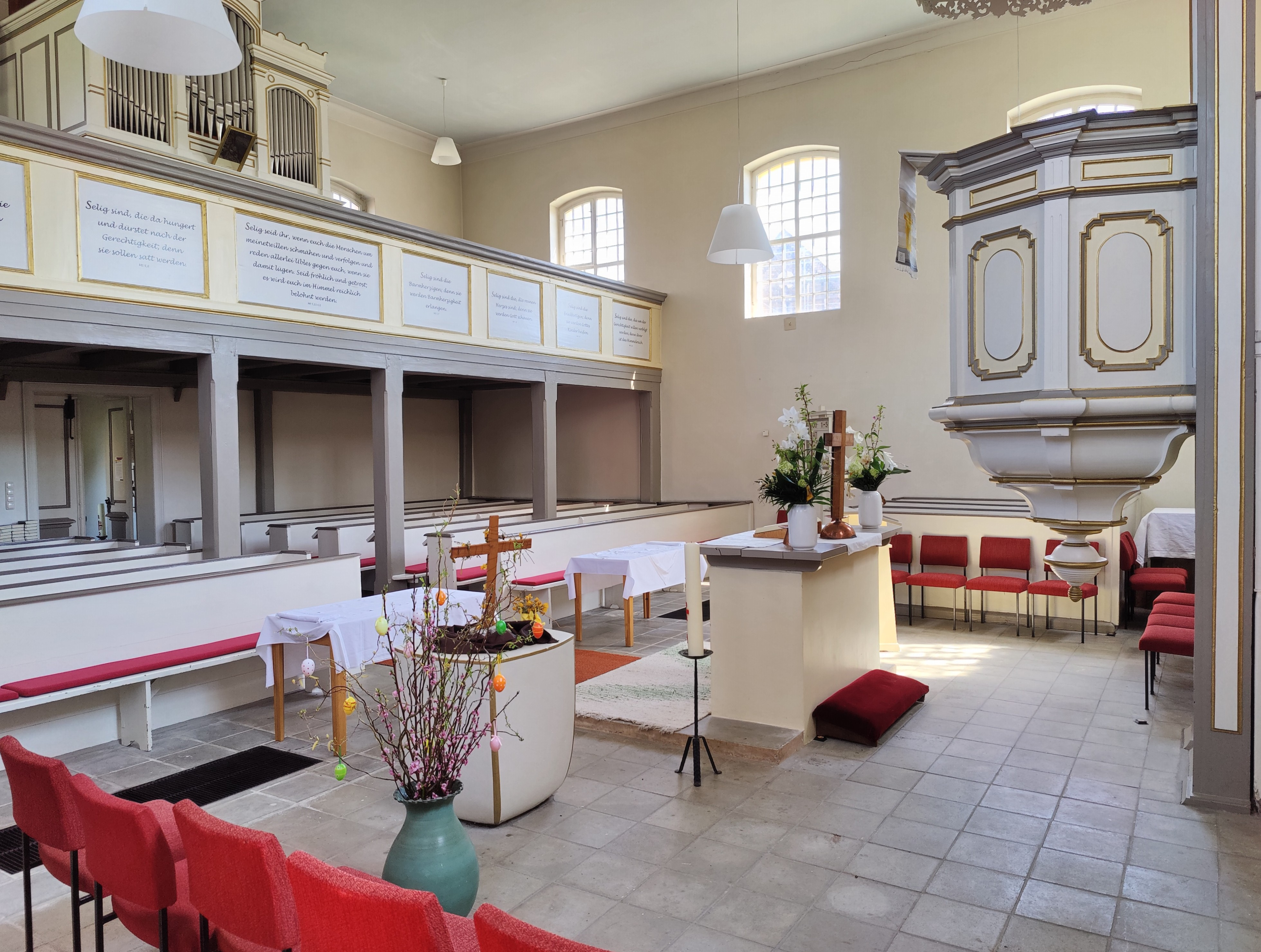
Innenraum (2023)

Die Dorfkirche Drewitz ist eine denkmalgeschützte, evangelische Kirche, die im Gemeindeteil Drewitz der brandenburgischen Landeshauptstadt Potsdam steht. Die Kirche ist in der Denkmalliste des Landes Brandenburg unter der ID-Nr. 09156128 eingetragen. Sie gehört zur Kirchengemeinde Drewitz-Kirchsteigfeld im Kirchenkreis Potsdam der Evangelischen Kirche Berlin-Brandenburg-schlesische Oberlausitz.

## Beschreibung
Der verputzte Zentralbau auf quadratischem Grundriss wurde 1732 nach einem Entwurf von Johann Gottfried Kemmeter aus Backsteinen erbaut und 1888 erneuert. Aus dem Pyramidendach erhebt sich ein quadratischer Dachreiter, der hinter den Klangarkaden den Glockenstuhl beherbergt. 
Der Innenraum des Kirchenschiffs ist mit einer Flachdecke überspannt. Der Kanzelaltar stammt aus der Bauzeit. Die Orgel auf der Empore besitzt acht Register auf einem Manual und Pedal, wurde 1894 von Carl Eduard Gesell gebaut und 1982 von VEB Potsdamer Schuke-Orgelbau verändert.